# Våldsmonopol
Våldsmonopol är en statsvetenskaplig och filosofisk term som beskriver den moderna  statens exklusiva rätt att använda våld inom sitt territorium. Begreppet myntades 1919 av den tyske sociologen Max Weber som menade att våldsmonopol och ett avgränsat territorium är två egenskaper som särskiljer staten från andra organisationer i ett samhälle. 
Denna ensamrätt utövas av vissa begränsade myndigheter (militär, polis etc). I en rättsstat utövas våldsmonopolet under lagarna och med garantier för att inte monopolet skall missbrukas. Våldsmonopolet i moderna demokratier yttrar sig i praktiken oftast genom andra former av tvångsmedel än direkt fysiskt våld, till exempel utdömande av fängelsestraff och fastställande av äganderätt vid tvister. Instanser som kriminalvård och kronofogdemyndigheter, som med tvång verkställer domstolsbeslut, är att se som delar av våldsmonopolet. Våldsmonopol är i allmänhet en av de grundläggande förutsättningarna för att en stat ska erkännas som suverän stat av andra länder.
Definitionen av begreppet kommer från föreläsningen "Politik als Beruf" (Politik som yrke) som Weber höll den 28 januari 1919 i bokhandeln Steinecke i München inför en studentorganisationen. Texten kom senare i tryck och blev snabbt en statsvetenskaplig klassiker, med översättningar till flera språk.